# Aleksandar Milanovic
Aleksandar Milanovic (Vienna, 13 novembre 1991) è un giocatore di football americano austriaco, che gioca come offensive tackle per i Vienna Vikings.
Dopo aver giocato fino al 2011 per i Vienna Vikings va a giocare negli Stati Uniti per 2 diverse squadre universitarie. Nel 2017 torna ai Vikings e nel 2019 passa agli Helsinki Roosters; trascorre quindi 2 stagioni in Bosnia-Erzegovina ai Banja Luka Rebels prima di tornare nuovamente ai Vikings.

## Palmarès
- 1 Austrian Bowl (Vienna Vikings, 2017)
- 1 Vaahteramalja (Helsinki Roosters, 2019)
- 1 ELF Championship (Vienna Vikings, 2022)